# ليزا هوارد (ممثلة)
ليزا هوارد (بالإنجليزية: Lisa Howard)‏ هي مغنية وممثلة أمريكية، ولدت في 1975 في آكرون في الولايات المتحدة.

## وصلات خارجية
- ليزا هوارد على موقع IMDb (الإنجليزية)
- ليزا هوارد على موقع قاعدة بيانات برودواي على الإنترنت (الإنجليزية)
- ليزا هوارد على موقع قاعدة بيانات الفيلم (الإنجليزية)